# أنتوني مكنيل
أنتوني مكنيل (بالإنجليزية: Anthony McNeill)‏ هو مغني جامايكي، ولد في 1941، وتوفي في 1996.